# Dolnji Zemon
Dolnji Zemon je gručasto naselje v Občini Ilirska Bistrica. Leži sredi llirskobistriške kotline na zahodnih obronkih griča Javorja (481 m), pod katerim teče reka Reka. Na odcepu z glavne ceste Ilirska Bistrica - Jelšane je zaselek »Zemonska Vaga«.
Prst v okolici je ilovnata, zato prevladujejo travniki. Severno ob reki Reki je opuščen »Samsov mlin«. 

## Sakralna dediščina
V naselju stoji podružnična cerkev svetega Mihaela. Nad glavnim portalom iz leta 1819 je v nišo postavljen kamnit baročni kip svetega Mihaela. Manjšo prizidano lopo krasi kvaliteten kamnit slavolok iz leta 1677. Glavni oltar je bil izdelan leta 1721. Baročno delo iz kamna se oddaljuje od znanih stebriščnih oltarjev. Zanimiva je predvsem atika z živahnim prepletom volut in akanta ter z razgibano figuro Marije z detetetom na vrhu. Cerkev ima dva staranska oltarja, lesen je posvečen sv. Florijanu, kamniti pa sv. Kancijanu. V cerkvi potekajo štirje obredi letno in sicer na god sv. Florijana, na praznik Marije pomočnice kristjanov (zaobljubljen dan, ko so nemški okupatorji požigali Brkinske in Kočanske vasi, so se vaščani Mariji pomagaj zaobljubili, da v kolikor vas ne bo požgana, bodo pripravili procesijo njej v čast in obvarovanju, procesija poteka že od leta 1943), na vaški praznik - shod, zavetnika Sv. Mihaela - 29. septembra in na božično jutro.
V vasi so trije križi, lesen, železen in kamnit. Železen je bil obnovljen leta 2005, kamniti maja 2007, lesen pa v septembru 2015 in je bil blagoslovljen, za vaški praznik god Sv. Mihaela, 4.10.2015.

## Arheološka najdišča
Iz območja Dolnjega Zemona se v virih omenjata dva rimska spomenika, ki sta izgubljena, vsebina pa ni razvozlana. Na jugovzhodu se na hribu Javor (481 m) dobro vidijo ostanki obrambnih nasipov nekdanje železnodobne naselbine. Najvišji del utrjenega kompleksa je gradišče. Med naključnimi najdbami se omenjajo tako prazgodovinske kot rimskodobne. K naselbini je spadalo tudi grobišče, v katerem so med izkopavanji konec 19. stoletja odkrili večinoma poznoantične grobove iz 3. in 4. stoletja.
Pod cerkvijo stoji delno ohranjena graščina, do katere vodi drevored. Graščina je bila glede na njen starejši del z vogalnim stolpom najvrjetneje zgrajena v 16. stoletju. V 17. stoletju sta bili njeni lastnici rodbini Morastoni in Oberburg.

## Etimološki izvor imena
Izraz Zemon označuje urejeno podzemno shrambo. Obstaja tudi nekaj drugih razlag imena. Legenda govori o dveh ovčarjih, ki naj bi prišla k nam iz Zemuna pri Beogradu, in dala vasi ime. Nekateri zgodovinarji pa menijo, da ime izvira iz besede zeman, ki pomeni vlastelin. 